# Pulmonaria visianii
Pulmonaria visianii är en strävbladig växtart som beskrevs av Árpád von Degen och Lengyel. Pulmonaria visianii ingår i släktet lungörter, och familjen strävbladiga växter. Inga underarter finns listade i Catalogue of Life.